# 低放射化材料
低放射化材料（ていほうしゃかざいりょう、Reduced-activation materials ）とは、中性子などによる核反応を低減する元素あるいは同位体成分で構成された材料の一種である。

## 核融合炉用低放射化材料
核融合炉の増殖ブランケットは、14MeVという高いエネルギーの核融合中性子の重照射を受けて、構成する材料の放射化が生じることになる。結果として発生する低レベル放射性廃棄物の量を削減し、可能な限り早く放射能の減衰を可能とする元素から構成される低放射化材料の開発が進められている。低放射化フェライト鋼 、バナジウム合金、炭化ケイ素の繊維とマトリックスからなるセラミックス複合材料である炭化ケイ素複合材料、酸化物分散強化合金の一種である酸化物分散強化フェライト鋼などが用いられている。

### 低放射化フェライト鋼
低放射化フェライト鋼は、鉄とクロム、タングステンなどによる鋼の一種である。基本的な合金設計指針は、熱交換器等に用いられるフェライト系耐熱鋼であるMod.9Cr-1Mo鋼（T91）を踏襲しているが、フェライト系耐熱鋼の強化元素であるモリブデンやニオブをタングステンやタンタルに置き換えることによって誘導放射能の低減が図られている。
低放射化フェライト鋼の基本コンセプトは1983年に提示され、その後欧米や日本において開発が進められた。
現在では、核融合研究を進める中国、韓国、インドも、国際熱核融合実験炉ITERのテストブランケットモジュールで使用するために、急速に開発を進めている。
各国で開発が進められている代表的な低放射化フェライト鋼の概要は次の通りである。
- F82H - 日本原子力研究所（現：日本原子力研究開発機構）と日本鋼管（現：JFEスチール）が1985年頃に共同で開発した日本を代表する低放射化フェライト鋼である。基本組成は、Fe-8Cr-2W-0.2V-0.04Ta-0.1Cであり、低放射化の観点から窒素を低減したため、フェライト生成元素であるクロムの量を8%まで低減している。
- EUROFER - EUが1997年に開発した低放射化フェライト鋼である。基本組成はFe-9Cr-1.1W-0.11C-0.2V-(0.06~0.09)Taであり、F82Hに比して靭性の観点からタングステンの量を低減しているのが特徴である。
- CLAM - 中国が2000年代に開発した低放射化フェライト鋼である。基本組成は、Fe-9Cr-1.55W-0.2V-0.15Ta-0.11Cであり、F82HとEUROFERの中間のタングステン量を持つ。
- ARAA - 韓国が2010年代に開発した低放射化フェライト鋼である。ARAA-1の特徴として微量のZrとTiの添加が施されている。
- ORNL9Cr - 初期に米国が開発した低放射化フェライト鋼であるが、現在は開発が行われていない。

## 低放射化コンクリート
中性子発生装置等の遮蔽に用いられるコンクリートから生じる放射性廃棄物の低減や、作業者の被ばく量低減のために、原料を選別した低放射化コンクリートの開発が進められている。